# Huang Wenjuan
Huang Wenjuan (ur. 19 września 1986) – chińska zapaśniczka w stylu wolnym. Zajęła 12 miejsce w mistrzostwach świata w 2008. Brązowa medalistka mistrzostw Azji w 2008 roku.